# 普拉姆克里克鎮區 (內布拉斯加州巴特勒縣)
普拉姆克里克鎮區（英語：Plum Creek Township）是位於美國內布拉斯加州巴特勒縣的一個行政鎮區。

## 地方資料
普拉姆克里克鎮區的面積為93.30平方千米，當中陸地面積為93.16平方千米，而水域面積為0.14平方千米。根據2020年美國人口普查的數據，當地共有人口167人，而人口密度為每平方千米1.79人。